# 시우비우 루이스 보르바 다 시우바
시우비우 루이스 보르바 다 시우바(Sílvio Luiz Borba da Silva, 1971년 4월 30일 ~ ) 또는 쿠키는 브라질의 은퇴한 축구 선수이다. 포지션은 공격수이며 2002년에 전북 현대 모터스에서 뛴 경력이 있다. K리그 등록명은 쿠키였다.

## 선수 경력
2002년 전북 현대 모터스에서 그는 리그컵에서만 2경기를 뛰고 팀을 떠났다.